# Steen Olsen
Steen Lerche Olsen (Kopenhagen, 17 juni 1886 - Kopenhagen, 5 mei 1960) was een Deens turner. 
Olsen won in 1912 met de Deense ploeg de olympische bronzen medaille in de landenwedstrijd in het vrije systeem. Acht jaar later tijdens de Olympische Zomerspelen 1920 won Olsen de gouden medaille in de landenwedstrijd in het vrije systeem.

## Resultaten

### Olympische Zomerspelen
| Jaar | Plaats    | Resultaten                         |
| ---- | --------- | ---------------------------------- |
| 1912 | Stockholm | in de landenwedstrijd vrij systeem |
| 1920 | Antwerpen | in de landenwedstrijd vrij systeem |